# Засосна (Белгородская область)
Засо́сна — село в Красногвардейском районе Белгородской области России. Административный центр Засосенского сельского поселения.

## Географическое положение
Село расположено на правом берегу реки Тихая Сосна напротив районного центра Бирюч.

## История
Впервые в письменных источниках слобода Засосна упоминается в 1711 году как уже давно существующее поселение. Предполагается, что слобода возникла уже во время создания Белгородской черты.
В 1905 году слобода была административным центром Засосненской волости Бирюченского уезда Воронежской губернии.
В 1932 году слобода была центром Засосненского сельского совета, входившего в Будёновский (ныне Красногвардейский) район Белгородской области и насчитывала 5649 жителей.
В годы Великой Отечественной войны на фронт ушло более 1350 жителей села. С 3 июля 1942 года по 23 января 1943 года село было оккупировано немецко-фашистскими захватчиками.
В 1989 году в селе Засосна жило 4320 жителя. Село было центром колхоза «Знамя коммунизма».

## Население
| 1859 | 2002  | 2010  | 2021  |
| ---- | ----- | ----- | ----- |
| 3495 | ↗4139 | ↗4213 | ↘3806 |

## Транспорт и связь
Село имеет регулярное автобусное сообщение с районным центром.
В селе Засосна имеется одноименное сельское отделение почтовой связи (индекс 309926).

## Известные уроженцы
- Яценко, Николай Лаврентьевич (1923—1943) — танкист, Герой Советского Союза.